# The Ultimate Fighter 2 Finale
The Ultimate Fighter 2 Finale（ジ・アルティメット・ファイター・ツー・フィナーレ、別名The Ultimate Fighter: Team Hughes vs. Team Franklin Finale ）は、アメリカ合衆国の総合格闘技団体「UFC」の大会の一つ。本大会はリアリティ番組「The Ultimate Fighter」シーズン2のフィナーレとして、2005年11月5日、ネバダ州ラスベガスのザ・ジョイントで開催された。

## 大会概要
シーズンで行われたヘビー級トーナメントおよびウェルター級トーナメントの決勝戦が行われ、ヘビー級ではラシャド・エヴァンスが、ウェルター級ではジョー・スティーブンソンがそれぞれ優勝を果たした。
ラシャド・エヴァンス、ジョー・スティーブンソンがUFCに初出場した。

## 試合結果

### プレリミナリィカード
第1試合 ヘビー級 5分3R
○  キース・ジャーディン vs.  ケリー・ショール ×
1R 3:28 TKO（レフェリーストップ：ローキック）
第2試合 ウェルター級 5分3R
○  メルヴィン・ギラード vs.  マーカス・デイヴィス ×
2R 2:55 TKO（ドクターストップ：カット）
第3試合 ウェルター級 5分3R
○  ジョシュ・バークマン vs.  サム・モーガン ×
1R 0:21 KO（バスター）

### メインカード
第4試合 ウェルター級 5分3R
○  ケニー・フロリアン vs.  キット・コープ ×
2R 0:37 チョークスリーパー
第5試合 TUF 2ウェルター級トーナメント 決勝戦 5分3R
○  ジョー・スティーブンソン vs.  ルーク・クモ ×
3R終了 判定3-0（29-28、30-27、29-28）
※スティーブンソンがトーナメント優勝。
第6試合 TUF 2ヘビー級トーナメント 決勝戦 5分3R
○  ラシャド・エヴァンス vs.  ブラッド・アイムス ×
3R終了 判定2-1（28-29、29-28、29-28）
※エヴァンスがトーナメント優勝。
第7試合 ウェルター級 5分3R
○  ディエゴ・サンチェス vs.  ニック・ディアス ×
3R終了 判定3-0（30-27、30-27、30-27）